# 1-es busz (Ajka)
Az ajkai 1-es jelzésű autóbusz a Vasútállomás és az Alsócsinger megállóhelyek között közlekedik. A vonalat a Volánbusz üzemelteti.

## Közlekedése
Munkanapokon csúcsidőben és szombat délelőtt 30 percenként, csúcsidőn kívül és vasárnap óránként közlekedik. Hétvégén az utolsó járat Alsócsinger felé nem áll meg a Felsőcsingeri út megállóhelyen.

## Útvonala
| Alsócsinger felé | Vasútállomás felé                                                                                              |
| --- | --- |
| Vasútállomás – Alkotmány utca – Csingeri út – Bartók Béla utca – Feketegyémánt utca – Vájár utca – Felsőcsingeri út – Alsócsinger | Alsócsinger – Vájár utca – Feketegyémánt utca – Bartók Béla utca – Csingeri út – Alkotmány utca – Vasútállomás |

## Megállóhelyei
| 0  | Vasútállomás          | 14 | 10Y, 12, 14 | Ajka |
| 1  | Üveggyár              | 13 | 10Y, 12, 14 | Helyközi autóbusz-állomás, Ajka Kristály Üveggyár, Mentőállomás, Rendőrkapitányság, Vásárcsarnok, Vörösmarty Mihály Általános Iskola és Gimnázium |
| 3  | Somogyi Béla utca     | 11 | 10Y         | |
| 4  | Jószerencsét utca     | 10 | 10Y         | |
| 5  | Kenyérgyár            | 9  | 10, 10Y     | Kenyérgyár |
| 6  | Bódé, posta           | 8  | 10, 10Y     | Szűzanya Szeplőtelen Szíve templom |
| 8  | Bartók Béla utca      | 6  | 10, 10Y     | |
| 9  | Jókai bánya, elágazás | 5  | 10, 10Y     | |
| 11 | Gárdonyi Géza utca    | 3  | 10, 10Y     | Szent István király templom |
| 12 | Völgy büfé            | 2  | 10, 10Y     | |
| 13 | Felsőcsingeri út      | 1  | 10, 10Y     | |
| 14 | Alsócsinger           | 0  | 10, 10Y     | |